# Unterrabnitz-Schwendgraben
Unterrabnitz-Schwendgraben é um município da Áustria localizado no distrito de Oberpullendorf, no estado de Burgenland.

Unterrabnitz